# يونادم كنا
يونادم يوسف كنّا (بالسريانية: ܝܘܢܕܡ ܝܘܣܦ ܟܢܐ)، هو سياسي آشوري عراقي وسكرتير عام الحركة الديمقراطية الآشورية من 2001 لغاية 2023. وخلفه السيد يعقوب كوركيس ياقو سكرتيرا عاما في الموتمر العاشر المنعقد في أيار 2023 في ألقوش - سهل نينوى. والسيد يونادم كان عضو في مجلس الحكم ومن ثم في مجلس النواب العراقي لثلاث دورات متتالية.

## بداياته
دخل يونادم كنّا العمل السياسي من خلال تأسيس تكتلات قومية آشورية بداية سبعينات القرن القرن الماضي مع مجموعة من الطلبة الآشوريين في جامعات العراق، حيث ساهم بتأسيس الحركة الديمقراطية الآشورية «زوعا» في 12 نيسان 1979 مع رفاقه منهم نينوس بتيو، السكرتير العام السابق للحركة، ويوسف توما ويوبرت بنيامن ويوحنا ججو، الذين أعدمهت الحكومة العراقية عام 1985 مع مجموعة أخرى من الشباب الآشوري[لماذا؟].
التحق بالثورة الكردية بداية السبعينيات من القرن الماضي حيث عمل كمهندس للاشغال في الحركة الكردية وبعد عودته حصل على رتبة ملازم في الجيش العراقي.
حكمت عليه محكمة الثورة بالإعدام في عهد الرئيس صدام حسين عام 1984 هو ومجموعة من الذين اعتقلوا[لماذا؟] وعذبوا في دوائر الأمن العراقية وأعدم ثلاثة منهم وحكم على البقية باحكام متفرقة بين السجن المؤبد والخمس سنوات. استطاع الهرب إلى المناطق الجبلية ولم يلتحق بالكفاح المسلح حيث توجه وعائلته من هناك إلى إيران وعمل كمسؤول للعلاقات الخارجية للحركة وظل هناك إلى حين عودته إبّان الانتفاضة ضد الحكومة العراقية في عام 1991. ولاحقته الأجهزة الأمنية العراقية في ذلك العام مما اضطره إلى الالتجاء إلى مناطق خارجة عن سيطرة الحكومة في شمال العراق، وهناك بدأ مرحلة جديدة من العمل السياسي الوطني في الداخل والخارج مع المعارضة العراقية.

## فترة التسعينات وما بعد حرب العراق
عاد يونادم كنّا إلى شمال العراق بعد فقدان الحكومة العراقية السيطرة عليه إثر حرب أم المعارك/حرب الخليج وشارك ضمن العمل السياسي في إقليم كردستان العراق حيث أصبح عضوا في البرلمان الكردي ووزيراً في أول حكومة محلية في الإقليم.
انتخب يونادم كنّا سكرتيراً عاما للحركة الديمقراطية الآشورية في المؤتمر الثالث للحركة المنعقد في شقلاوا عام 2000، ثم ترأس قائمة الرافدين في أنتخابات مجلس النواب العراقي عام 2005 وفاز بمقعد نيابي بأصوات الشعب الآشوري الكلداني السرياني. ويرأس يونادم كنا حاليا كتلة الرافدين النيابية التي تمتلك على 3 مقاعد في انتخابات مجلس النواب العراقي في عام 2010.